# Khyiris Tonga
Khyiris Tonga (West Valley City, Utah, 7 de julio de 1996) es un jugador profesional estadounidense de fútbol americano que se desempeña en la posición de defensive tackle en Minnesota Vikings, equipo de la National Football League (NFL).

## Carrera
Fue seleccionado en la séptima ronda en la Reunión Anual de Selección de Jugadores de la NFL de 2021. Hizo su debut profesional con el equipo Chicago Bears, en el cual jugó dos temporadas (2021-2022), luego pasó a Minnesota Vikings, donde lleva jugando dos temporadas.